# Inner Sound

Inner Sound

Inner Sound (gael. An Lighe Rathairseach) – cieśnina w Szkocji, oddzielająca wyspę Skye oraz Raasay od lądu Wielkiej Brytanii.